# Dicerandra linearifolia
Dicerandra linearifolia là một loài thực vật có hoa trong họ Hoa môi. Loài này được (Elliott) Benth. mô tả khoa học đầu tiên năm 1848.